# デスクリムゾン2 -メラニートの祭壇-
『デスクリムゾン2 -メラニートの祭壇-』（デスクリムゾン2 メラニートのさいだん）は1999年11月25日、エコールソフトウェアからドリームキャストで発売された3Dガンシューティングゲーム。正式なジャンル名は「暗黒ギャルゲーシューティング」。『デスクリムゾン』の続編として発表された。

## 概要
エコールソフトウェア（以下エコール）がセガサターン後継機のドリームキャストで続編の製作を決定。前作とほとんど同じスタッフによって作られる続編ということで発売前から話題となった。グラフィック、演出、音楽などは格段に進化し、ゲームとしても前作よりはまともに仕上がってはいる。しかしゲームバランスの悪さやストーリー、仕様の珍妙さなど、やはり案の定クソゲーだということでゲーム情報誌やプレイヤーから酷評を浴び、売上も芳しくなかった。エコールは発売した後の雑誌の新年挨拶で 「リベンジ、返り討ち、討ち死」だったとコメントしている。
しかし、「狂気の世界」と呼ばれる前作の世界観は踏襲されており、また前作のパロディがふんだんに盛り込まれているなど、単純なクソゲーではなく狙って作ったバカゲーに近い内容となっている。

## 本作の特徴
いくつかは前作と共通のものがあり、これは前作へのオマージュ、パロディとされる。

### システム
前作同様のガンシューティングパートに加え、ポリゴンキャラのフルボイスによる会話で進行するイベントシーンや、主人公やヒロインを操作してマップを探索するアドベンチャーパートが追加されている。その為、ストーリー描写が無かった前作と違って明確なストーリーが描かれる構成となっており、前作で説明が無かった設定やストーリー展開についても補間が成されている。但し、本作そのもののストーリーは中途半端な所でエンディングを迎え、最終章へ続く事を知らせるメッセージがエンディングの最後に表示されるが、その最終章に当たる作品は未だ出ていない。
ダメージ後の無敵時間がない、ムササビを撃ってはいけない、一般人を撃つと「オーノー」の声と共にライフが減る、などと言った前作で特徴的だった要素の多くが受け継がれている。それに加え、敵の股間を撃つと追い討ちが出来る、ダメージを受けた時に画面に表示された血痕を撃つとライフが回復すると言った新要素も追加されている。特に本作は敵を先に倒す以外に敵の攻撃を阻止する手段が無い為、ボス戦では回復しながら戦う戦法が必須となる。クレジット制ではあるが、本作はライフが無くなると即座にクレジットが減少してゲームが止まらずに進行する。また、ライフが最大以上に回復するとそのままクレジットが加算されるため、クレジットは残機というよりもライフバーの本数を示すような形になっている。また、前作と違って難易度の選択が可能になっており、ステージ開始前に「初心者」から「傭兵」までの6段階で調節できる。シューティングパートのみ4人同時プレイ可。
アドベンチャーパートでは普通の探索以外にも、制限時間以内に脱出する、あるアイテムを見つけると言ったミッションが課せられる事もある。

### 前作のオマージュ
システムの仕様の他にも、前作で話題になったネタのオマージュ、セルフパロディが多数用意されている。
例を挙げると冒頭の康の「なんだぁこの看板は」「せっかくだから入ってみるか」、グレッグの「ああ、なんとかな」など、前作の台詞を用いた言い回しや流用が作中の随所に見られる。他にもゲームを始めると前作と同様にスキップできない不気味なメーカーロゴが表示される、ストーリー中のイベントで前作のオープニングムービーがそのまま流れる箇所がある、スタッフロールの「スタッフ」の綴りが前作同様「STUFF」である、など。
前作で有名な「赤の扉」は「赤い宝石がはまっていた土色の扉」と説明されるが、実際に登場した時は宝石などなく扉自体が赤くなっており、作中でも矛盾を指摘される。

### その他
当時はステージデータをHP上で配信し、新しいステージを繰り返しプレイ可能であった。また、湯川元専務やメッセサンオー店長などの業界関係者のダメージボイスをサイト上で配信されていた。ダメージボイスにプレイヤー自身の声を登録する事も可能である。

## 物語
コンバット越前がデスビスノスを倒してから20年後の2015年。越前の甲高い声のナレーションで物語は始まる。「こんな夜には命を落とす奴が多い」との言葉通りに、謎の男が越前のかつての親友であるダニーを爆殺する。
場面は変わり、アゼリア広場にある心療内科「ローゼンバーグクリニック」を営むリリーの下に、越前のもう1人の親友のグレッグが訪ねてきた。彼は20年前に精神を病み、放火によって恋人を殺していた。しかし彼自身はそれを「メラニート」の呪いだと主張していた。そこにフリーカメラマンの八並康が「面白そう」「せっかくだから」という理由で立ち入って来た。グレッグは入れ替わりに去り、康が宿屋の場所についてリリーに訪ねているうちに今度はダニーの別居中の妻のマーサが現れ、ダニーが殺されたことと、グレッグも狙われるであろうことを訴えた。リリーはグレッグを迎えに行き、マーサに追い出された康と入れ替わるようにリリーの娘のユリが大学から帰省してきた。しかし越前が持っていると思われたルビーをユリが持っていることを知ったマーサは、怯えのあまり心療内科から逃げ出し、そのまま異形の集団に襲われたのだった。居合わせた康は異形を倒すもマーサは既に虫の息で、駆け付けたユリに「ダッハウ博物館」「サファール」という言葉を残して息を引き取る。警察に通報すると言って康はユリに銃を預けて去り、ユリはグレッグとリリーの居る精神病院に向かうが、リリーは来ておらず、グレッグも階段から落ちて意識不明だと言う。
看護婦に追い出されたユリはマーサの残した言葉を頼りにダッハウ博物館に向かうと、異形の男・マクネリーによって館内に閉じ込められてしまう。倉庫を通り、康から預かった銃で怪物・グロブスを倒して何とか脱出したユリだが結局手掛かりは得られなかった。そこで、博物館前で会った少年・パットの言っていた怪しい製薬会社「SMO」を当たってみる事にし、写真展に出展していた康と再会する。しかしそちらでも大した情報は無く、リリーの事を思い出して自宅に戻るが、2日経ってもリリーは戻らず連絡も無かった。途方に暮れていると、ユリの周囲の事件に興味を持った康が現れ、一方的に協力を申し出てきた。翌日、意識が戻ったグレッグに面会した康とユリは、魔銃クリムゾンと20年前の戦いのことを知る。越前からクリムゾンを預かったというグレッグの言葉に従い、ポルベニール大学を探索する2人は彼の研究室でクリムゾンを発見した。その時、越前の思念がクリムゾンに手を出さないように訴えかけてくる。その言葉通りクリムゾンはユリでは触れることすらできなかったが、康は越前と同じくクリムゾンに適合した人間であり、自在に使いこなすことができた。得意気になる康に越前は「哀れな青年よ。その銃はお前を破滅へと導く！」と言い残して消えていった。同時に大学構内に異形が溢れ、2人は戦いながら大学を脱出する。グレッグは一度はクリムゾンを手放すように言うが康にその気は無く、ユリも自分でリリーを探す決意は変わらなかった。折れたグレッグはサファールでアッシムという男に会うように告げた。翌日、2人は以前ダッハウ博物館で会ったパットの実家であるリュイス飛行場を訪ね、サファールまで飛行機を出してもらうように頼むことにする。しかしそこにダニーを殺した張本人であり、SMOの指導者であるザザ提督が現れる。雄弁に語るザザ提督の隙を突いて出し抜き、康、ユリ、パットは飛行機で逃走することに成功。しかしザザ提督は「全てが予定通りだ」とほくそ笑んでいた。
結局パットは慣れない操縦で飛行機をサファール付近の砂漠に不時着させてしまい、修理にかかる彼を残して康とユリは砂漠を進んだ。するとそこに女盗賊アルガ率いる盗賊団が襲撃してきた。康はユリを先に行かせて交戦するが、巨大生物バーミヤの襲来によりアルガと一時休戦して共同戦線を張る。バーミヤを倒した康の強さを認め、アルガは養父のアッシムの館へ彼を招待するが、康はバーミヤとの戦いでKOT症候群に感染してしまっていた。アッシムは康に館のどこかにある血清を自力で見つけ出すように告げ、康はなんとか手遅れになる前に血清を手に入れ、回復する。一方、砂漠を彷徨っていたユリはSMOの基地に迷い込んでしまい、モニター越しに死んだように眠るリリーの姿と嘲笑うザザ提督の姿を見る。リリーが死んだと思い込んだユリは消沈したままアルガの部下に保護され、康と再会する。アルガの励ましと、ムササビのムサピィに勇気付けられたユリはリリーの仇を討つことを誓い、康も最後まで共に戦う決意を固めた。その2人にアッシムはSMOを操る黒幕・デスゾルトスの存在を語り、サファール遺跡の側にあるエルミデ鉱山に向かうように言った。エルミデ鉱山はサファールの伝承で語られる悲劇の王女・メラニートの伝説の舞台であった。2人は鉱山を探索し、かつて越前が開けた赤の扉を開けて祭壇へと向かう。その2人に蜘蛛の化け物と化したメラニートが襲い掛かった。康はクリムゾンで応戦し、激闘の末にメラニートを倒す。するとメラニートの思念は本来の人間の姿となり、30年前と20年前の真実、そしてクリムゾンの正体を語った。更にデスゾルトスと戦うためには康が半年間遺跡に籠り、クリムゾンと融合する必要があると言う。それを受け入れた康はユリに見送られながら遺跡へと入っていくのだった。物語はここで一旦終わる。

## 登場人物
八並 康（やなみ こう）
CV：菅野憲
今作の主人公。フリーカメラマンとして世界を駆け回っている日本人の青年。ふとしたことからユリと出会い、彼女を取り巻く因縁に興味を持った事で事件に関わる。やがてクリムゾンを手に入れ、リリーを助ける為にユリと共に冒険の旅に出る。心療内科に面白そうだから入ったり、いつもの癖で物乞いをするなど行動原理が特異で、空気を読まないジョークや非常識な行動が多い。本人曰く「俺の並外れた知性と行動力に周りが付いてこれないだけ」。自身によると年齢の割に稼いでいるらしいが、博打にも手を出している所為で金回りが悪い。越前と同様、100万人に1人の確率で現れるクリムゾンを扱える人間であり、何故かクリムゾンを手にしても精神汚染があまり進まない特性を持つ（ユリ曰く「元々おかしい人間は中和されるのかも」）。当初は携行していた銃を使っていたが途中でユリに渡し、自身はクリムゾンで戦う。シューティングパートでは基本的に彼を操作する。主人公だがエンディングの声の出演で表示される順番は二番目である。誕生日は1月21日。身長175cm、体重65kg、21歳。好きな食べ物はダチョウのステーキ。コードネームはユリが勝手に決めた「ハチコウ」だが、本人によれば昔から呼ばれている嫌な仇名との事。
ユリ・ローゼンバーグ
CV：MOMO（道下桃）
康と一緒に行動することになる少女。母であるリリーのところにマーサが訪ねてきたことにより、クリムゾンをめぐる戦いに巻き込まれることになる。ポルベニール大学社会学部在学の19歳で射撃部所属。戦闘訓練など受けている筈も無い普通の大学生にもかかわらず、物怖じもせず拳銃一丁で化け物の蔓延る場所に踏み込む。康などに比べるとまだ常識人だが、彼女も時折おかしな事を口走る。思い込みも激しく、グレッグが階段から落ちたと聞いただけで突き落とされたと断定したり、リリーが失踪するや否や殺されたと考えるなど物事をやたら悪い方に決めつける癖もあり、康からも「論旨が単純」「固くて融通が効かない」と評されたり皮肉混じりに「想像力豊か」と言われるシーンもある。康から預かった銃を使う。クリムゾンは扱えない。アドベンチャーパートでは基本的に彼女を操作する。エンディングの声の出演でも最初に表示される。また、エンディングテーマはユリ役のMOMOが歌唱している。誕生日は7月24日。身長159cm、体重45kg、スリーサイズは83/58/85。趣味はシューティング。好きな食べ物はマンゴスティン。
ダニー・フリーデン
前作当時の越前、グレッグの戦友。サファールでは緑の扉を選び、エメラルドを手に入れた。実業家として成功し大金持ちになったが、サロニカの街の古城をマーサやリリーの反対を押し切って購入し、そこで生活している。オープニングでザザ提督に自分の城の牢に閉じ込められ、エメラルドとクリムゾンの在り処についてしらを切った為、爆死させられる。台詞があるにもかかわらず一人だけボイスが無い。また、死亡シーンの爆発のみ実写が用いられている。1960年8月9日生まれ、54歳。
グレッグ・プルメル
前作当時の越前、ダニーの戦友。考古学者として成功し、ポルベニール大学で教授をしていた。20年前に精神を病んで自宅を放火して以来、クリンゲル療養所で暮らしており、リリーから治療を受けている（療養所を出ないのは「精神を病んだ人間の側にいると心が和む」と考えている為）。康に「生きてるかい？」を聞かれた際は前作同様「ああ、なんとかな」と答えている。言動はおかしいが放火事件以前は数々の業績を上げていたらしく、大学には研究室が永久保存されている（しかしグレッグ不在を良い事に理事長が好き勝手に利用している）。
物語の途中で階段から転落（ユリは話を聞いた瞬間から「突き落とされた」と決めつけている）し、ある時期からの記憶を失う。30年前は青の扉を選んで古文書とサファイアを手に入れた。実は赤が好きで、越前が先に開けなければ赤の扉を選ぶ所だったと明かす。もしもグレッグが先に赤の扉を開けていた場合は別の世界に分岐していた。1958年6月7日生まれ、56歳。
リリー・ローゼンバーグ
ユリの母親。精神科医で、康曰く「きれいなおばさん」である。アゼリアストリートで心療内科「ローゼンバーグクリニック」を営んでいる。グレッグは患者であり友人でもある。娘のユリには名前で呼ばれている。物語序盤、グレッグを連れに療養所に向かった際に行方不明となる。終盤、SMOの基地にてザザ提督によって拘束されている姿が映し出されるが、生死は最後まで不明（ユリは死んだと決めつけている）。行方を眩ます前の越前とは恋人同士であった。
マーサ・フリーデン
ダニーの妻。別居中だった夫ダニーが殺されたことを知って怯え、助けを求めて友人であったリリーを訪ねる。しかしユリがルビーを持っている事を知って診療所を飛び出し、襲ってきた異形に殺害される。境遇故か冷静さを失っており当たりも強く、診療所に居合わせた康を冷たく追い払う。グレッグには「あいつは死んでもいい」と言われていた。
パトリック・リュイス
CV：北村紘香
父親の経営するリュイス飛行場に住みつき、飛行機整備工場を手伝っている少年。あだ名はパット。「札付きの不良」と言われるほどのやんちゃ坊主で口が悪く、他人の迷惑を顧みないで自分のやりたい事を貫くような困った一面があるものの、気のいい性格でもあり、康とユリの協力者となる。曾祖父は「撃墜王」と呼ばれた有名なパイロットだった。ザザ提督曰く、父親は「SMOに欲しいくらい優秀な人材」らしい。時折関西弁になる。15歳。
越前 康介：コンバット越前
CV：せいじろう
前作の主人公。30年前にマルマラ軍の傭兵としてダニー、グレッグと共に戦った。サファールの遺跡で赤の扉を選び、クリムゾンとルビーを手に入れた。1966年5月5日生まれ。身長181cm、体重70kg。好きな食べ物は焼きビーフン。抑えてはいるが、冒険心旺盛な一匹狼で、正義感・勇気とも平均以上。カッとしやすいところもあり、計画的人生より行き当たりばったりの人生を選んでしまうタイプ。女性の扱いは苦手。リリーとの間に娘のユリをもうけた。20年前にはグレッグと共にKOT症候群の特効薬を見つけ出し、その後は元凶であるデスビスノスを倒したものの、生死不明となる。メラニートによると既に実体が無いらしく、クリムゾンを手にした康とユリに思念として語りかけてくる。
マック
SMOにて「うろつきマック」で通っている人物。あちこち出歩いては様々な事を知っているが、無駄な知識ばかりで肝心な事は知らず、会話もまるで噛み合わない為、決して「物知りマック」とは呼ばれない。ユリに越前について尋ねられた際には「そこはカニが美味い所だよ」と答え、人名だと言われれば「人型のカニか」「なんだ、カニ型の人か」などと返し、全く会話が成立しなかった。
看護婦
クリンゲル療養所の看護婦で、顔が不気味な上に態度も非常に悪く、ユリとグレッグに「怖い看護婦」と言われている。実はザザ提督の息が掛かったスパイであり、グレッグから情報を引き出していた。
アジブラ・アッシム
前作名前だけ登場した人物。KOT症候群に感染した康に「館のどこかにある血清を自分の力のみで探し出せ」という試練を課す。康が血清を見つけると、越前の真実や真の敵の存在を語った。前作では説明書のストーリーで越前と友情を築いた事が語られただけだったが、今作での話によると、アッシムの弟が越前のクリムゾンを奪おうとして重傷を負い、それを越前が手当てした事で彼との間に友情が芽生えたと言う。しかし弟はその後で死亡し、（自業自得だが）しばらくは越前を恨んでいたらしいが、20年の歳月でその恨みも消えたのだろうと康は解釈している。
アルガ
アッシムの養子である女盗賊。12歳の時に母親に売られ、アッシムに拾われて以来、彼の元で盗賊稼業を行なっている。当初は康に襲い掛かるが、モンスターの襲撃から生き延びる為に共闘し、KOT症候群に掛かった彼を屋敷に連れて行く。本人曰く、貧乏人からは何も取らず、またここ2年程は足を洗っていたらしいが、康達には容赦なく襲い掛かっていた。
ムサピィ
アッシムの館で飼われていたムササビ。母を亡くした（と本人は思っている）ユリに懐き、アルガから譲られる。しかし以降は登場しない。

### 敵キャラクター
ザザ提督
OPでダニーを爆殺した異形の人物。口調こそ親し気だがやる事は冷酷非道で、リュイス飛行場にて飛行機のパイロットを始末し、康達の前に現れる。製薬会社SMOに何らかの関係があるらしい。ストーリー中盤にてリリーを誘拐する。
マクネリー
ザザ提督の配下である異形の怪人。ダッハウ博物館を訪れたユリの前に現れ、彼女を翻弄する。SMOの研究所で生み出された人造生物であり、ユリと会話した個体だけではなく何体も存在する。SMOからの指令で怪物を飼育している。クイズで博物館名を「マクネリー博物館」と答えると、上機嫌で回復アイテムをくれるなどどこかコミカルな一面を持つが、脱出用の鍵を捨てておきながら「この博物館のどこかに隠した」と嘯くなど、陰湿な手でユリを苦しめる。本人曰く可愛い女の子とグロテスクな生き物が大好きらしく、特に可愛い女の子がグロテスクな生き物に変わる姿を見るのは至高の喜びとの事。
グロブス
ダッハウ倉庫のボス。マクネリー飼育している怪物で、アルマジロのように固い甲皮を持ち、腹部や手足など甲皮以外を撃たなければダメージを与えられない。複数体存在し、転がりながら攻撃してくる。最後には「メタルの属性」と呼ばれる金属形態になった強力な個体が現れる。
バーミヤ
砂漠のボス。地中を掘り進むばかりか空をも飛べる生物であり、その双方から攻撃を仕掛けてくる。マルマラ戦争時に埋められた地雷を咥えた個体はKOTを体内に取り込んだまま何故か20年もの歳月を生きているとされる。戦闘後半からボス的存在としてその個体が登場し、頭部は撃たないように忠告を受けるが、実際は頭部を撃っても何も起こらない。
メラニート
グレッグによって序盤より語られる人物で、伝承によって語られる500年前のサファールの王女。越前、康と同様、クリムゾンを扱える人間だったらしい。
「メラニート伝説」によると、かつては美しい娘だったが、エルミデ鉱山の視察中に落盤によって閉じ込められ、発見時には硫黄によって顔が醜く爛れてしまっていた。王はそれが娘である事を認められず、鉱山に放置。やがて鉱山内のコウモリやクモと暮らすようになり、いつしか日の当たらない生物の守り神となった。以来、宝石を求めて鉱山に入った人間達は巨大な蜘蛛の化け物に襲われるようになり、人々はその化け物こそがメラニートの化身だと考え、鉱山に寄り付かなくなったと言う。
鉱山で蜘蛛の化身となり、永遠の命を得た後にクリムゾンを発見し、父への憎しみはクリムゾンに吸収される形で消えて行ったという。一方でクリムゾンはその憎しみによって進化した。それから500年、何人もの人間が赤の扉を通り、そこにいたメラニートを倒そうとクリムゾンを手に取ったが、誰も使う事が出来ず自滅していった。しかし20年前に現れた越前は資質があった為にクリムゾンを持ち出し、結果としてデスビスノスは復活し、それを倒した越前もクリムゾンが吸収していたメラニートの憎悪によって蝕まれてしまったという。
本作のラストボスであり、エルミデ鉱山に立ち入った康達に襲い掛かる。伝説で語られる通り蜘蛛の怪物となっており、鉱山内を駆け回りながら戦う。戦闘後半にはメタルの属性となる。クリムゾンを手にした康に敗れると、正気を取り戻して人の姿の霊体へと変わった。クリムゾンを通じて外の世界を知る事ができるらしく、デスゾルトスの脅威と対抗策について康達に語る。
デスゾルトス
終盤に存在が明かされる敵。デスビスノスと共に地上に降り立った邪悪な存在であり、SMOを裏から操る黒幕である。しかし本作では決着はおろか、その姿を見せる事もない。
フライリハード
前作の1ステージのボス。元々はデスビスノスの仲間であったが、クリムゾンを用いてデスビスノスを封印したという（前作で越前と戦った経緯は不明）。エルミデ鉱山には墓が建てられている。
デスビスノス
前作のラストボス。20年前にクリムゾンを手にした越前に倒された。今作にて、越前がクリムゾンを持ち出した為に復活した事や、KOT症候群を蔓延させた張本人であったことが判明した。

## ステージ
本作のステージは敵の居る場面ではシューティングパートで戦い、居ない場面ではアドベンチャーパートで探索する。合間にはフルボイスのイベントシーンが入る。本項ではシューティングパートとアドベンチャーパートが発生するシーンを紹介し、会話シーンのみの場所は割愛する。
アゼリアストリート
シューティングパート。心療内科を飛び出したマーサが異形に襲われ、居合わせた康にも襲い掛かる。已む無く康は銃を抜いて応戦する。ボスはいない。
ダッハウ博物館
アドベンチャーパート。マーサの遺言を頼りにユリが訪れた博物館。狸の置物や前作のスナブリンのオブジェなど珍妙な物が配置されているが、他は展示らしい展示もない。パット曰く「何置いているか訳のわかんねえ所」。
途中からマクネリーによって8分で爆発する事を知らされ、「制限時間以内に鍵を見つけて脱出する」というミッションを課せられるが、実は出口には鍵が掛かっておらず、そもそも鍵自体存在しないという罠がある。出口にはダメージを受けるトラップが仕掛けられており、アイテムを集めてそれに耐えられるだけのライフを確保するのが実質的な探索目的となる。
ダッハウ倉庫
シューティングパート。ダッハウ博物館の裏にある怪しい倉庫で、マクネリーが異形・グロブスの調教をしている。博物館を脱出したユリにマクネリーと同型の異形が無数に襲い来る。ボスはグロブスの群れ。
SMO
アドベンチャーパート。正式名称は「スタイガー・メディカル・オーガナイゼーション」。表向きは製薬会社だが、裏では人体実験を行っているという噂がある。遺跡写真展が開催中であり、探索するのは一階の展示場のみ。ここでユリは康と合流する。
ポルベニール大学（研究室）
アドベンチャーパート。ユリが通う大学であり、嘗てグレッグも教鞭を振るっていた。康とユリはグレッグの言葉に従い、クリムゾンの回収に向かう。途中で前作のオープニングムービーを見る事が出来る。
ポルベニール大学（構内）
シューティングパート。クリムゾンを手に入れた康とユリだが、突如として大学構内に異形が現れる。二人は異形と戦いながら脱出を図る。このステージでは一般人が登場するが、戦闘の邪魔になる動きばかりする。ボスはいない。
リュイス飛行場
アドベンチャーパート。サファールに向かう為、実家が飛行場というパットの力を借りに行く。しかしザザ提督が現れ…。
砂漠
このステージはシューティングとアドベンチャーを交互に展開する。サファール付近までは来たものの、飛行機は砂漠に不時着してしまう。飛行機の修理に掛かるパットを残して砂漠を進んだ康とユリは、アルガ率いる盗賊に襲われる。康はユリを先に行かせて交戦するが、そこに巨大生物・バーミヤが襲い来る。ボスはバーミヤの群れ。
SMOバイオテクノロジー研究所
アドベンチャーパート。康と別れたユリが迷い込んだ施設。SMOが人体実験を行っている場所であり、マクネリーもここで生産された。
アッシムの館
アドベンチャーパート。前作のステージ5では周囲を回って中でボスと戦っただけだったが、今作では内部を探索できる。バーミヤとの戦いでKOT症候群に感染した康は15分以内に館内の血清を見つけ出さなければならない。
ストーリーモードでは探索のみだが、ミッションモードではシューティングのステージとしてプレイ可能で、狸の置物やダチョウの顔と言った珍妙な敵が襲い来る難易度の高いステージになっている。
エルミデ鉱山
最終ステージ。シューティングとアドベンチャーを交互に展開する。かつて越前がクリムゾンを手に入れた遺跡の傍にあり、デスゾルトスを倒す手掛かりを求めて康とユリが訪れる。入り口付近からは遺跡側に行くことも出来、前作のオープニングムービーに登場した階段（康曰く「やけに急な階段」）や扉もあるが赤、青、緑の三つの扉になっており、扉自体にも色が付いている。最深部にはメラニートの墓があり、一度最深部まで行ってから敵と戦いながら戻って赤の扉を開ける事になる。ボスはメラニート。

## スタッフ
- プロデュース：真鍋賢行
- ストーリー：赤阪幸子
- システムプログラム：沢田真也
- キャラクターデザイン：西村寛史
- キャラクター原画：中村地里
- マップデザイン：濱出円
- プログラム：梅津高朗
- モーション：ASAP
- 音楽：尾形雅史、有限会社Sound AMS

## その他
- メッセサンオーでは、本作とドリームキャスト・ガンの同梱パッケージに、ユリのイラストを配した特製外箱を付けて販売していた。
- おまけ要素として、とある場所で前作のオープニングムービーを見ることが出来るが、デフォルトの選択肢が「見ない」になっている。
- パッケージデザイン（取扱説明書表紙）が銭湯から出てきた越前康介である。「銭湯より帰還」のコピーがあり、これは「銭湯」と「戦闘」をかけたものである。
- 最終ステージ「エルミデ鉱山」は兵庫県朝来市の生野銀山がモデルである[5]。